# Golden Globe Awards 2016
Die 73. Verleihung der Golden Globe Awards (englisch 73rd Golden Globe Awards) fand am 10. Januar 2016 im Beverly Hilton Hotel in Beverly Hills statt. Die Mitglieder der Hollywood Foreign Press Association (HFPA) stimmten über die besten amerikanischen und ausländischen Film- und Fernsehproduktionen sowie Künstler des Vorjahres ab, die im Rahmen eines Galadinners geehrt wurden.
Die Nominierungen wurden am 10. Dezember 2015 bekanntgegeben. Jeweils zwei Nominierungen für unterschiedliche Produktionen in den Darstellerkategorien erhielten die Briten Idris Elba und Mark Rylance, die US-Amerikanerin Lily Tomlin und die Schwedin Alicia Vikander. Keiner von diesen konnte seine Nominierungen in Siege umsetzen.
Der britische Comedian und Schauspieler Ricky Gervais moderierte die Veranstaltung zum vierten Mal.
Die Preisverleihung wurde live vom US-Fernsehsender NBC ausgestrahlt. Die Übertragung hatte in den USA 18,5 Millionen Zuschauer, etwas weniger als im Vorjahr (19,3 Millionen). In Deutschland wurde die Preisverleihung zum zweiten Mal in Folge vom Pay-TV-Sender TNT Serie übertragen.

## Preisträger und Nominierte im Bereich Film
| Film                               | N | A |
| ---------------------------------- | - | - |
| Carol                              | 5 | 0 |
| The Revenant – Der Rückkehrer      | 4 | 3 |
| Steve Jobs                         | 4 | 2 |
| The Big Short                      | 4 | 0 |
| Der Marsianer – Rettet Mark Watney | 3 | 2 |
| The Hateful Eight                  | 3 | 1 |
| Raum                               | 3 | 1 |
| The Danish Girl                    | 3 | 0 |
| Spotlight                          | 3 | 0 |
| Joy – Alles außer gewöhnlich       | 2 | 1 |
| Dating Queen                       | 2 | 0 |
| Ewige Jugend                       | 2 | 0 |
| Love & Mercy                       | 2 | 0 |
| Mad Max: Fury Road                 | 2 | 0 |
| Spy – Susan Cooper Undercover      | 2 | 0 |
| Trumbo                             | 2 | 0 |

### Bester Film – Drama
präsentiert von Harrison Ford
The Revenant – Der Rückkehrer (The Revenant) – Regie: Alejandro G. Iñárritu
- Carol – Regie: Todd Haynes
- Mad Max: Fury Road – Regie: George Miller
- Raum (Room) – Regie: Lenny Abrahamson
- Spotlight – Regie: Tom McCarthy

### Bester Film – Komödie/Musical
präsentiert von Jim Carrey
Der Marsianer – Rettet Mark Watney (The Martian) – Regie: Ridley Scott
- The Big Short – Regie: Adam McKay
- Dating Queen (Trainwreck) – Regie: Judd Apatow
- Joy – Alles außer gewöhnlich (Joy) – Regie: David O. Russell
- Spy – Susan Cooper Undercover (Spy) – Regie: Paul Feig

### Beste Regie
präsentiert von Morgan Freeman
Alejandro G. Iñárritu – The Revenant – Der Rückkehrer (The Revenant)
- Todd Haynes – Carol
- Tom McCarthy – Spotlight
- George Miller – Mad Max: Fury Road
- Ridley Scott – Der Marsianer – Rettet Mark Watney (The Martian)

### Bester Hauptdarsteller – Drama
präsentiert von Julianne Moore
Leonardo DiCaprio – The Revenant – Der Rückkehrer (The Revenant)
- Bryan Cranston – Trumbo
- Michael Fassbender – Steve Jobs
- Eddie Redmayne – The Danish Girl
- Will Smith – Erschütternde Wahrheit (Concussion)

### Beste Hauptdarstellerin – Drama
präsentiert von Eddie Redmayne
Brie Larson – Raum (Room)
- Cate Blanchett – Carol
- Rooney Mara – Carol
- Saoirse Ronan – Brooklyn – Eine Liebe zwischen zwei Welten (Brooklyn)
- Alicia Vikander – The Danish Girl

### Bester Hauptdarsteller – Komödie/Musical
präsentiert von Amy Adams
Matt Damon – Der Marsianer – Rettet Mark Watney (The Martian)
- Christian Bale – The Big Short
- Steve Carell – The Big Short
- Al Pacino – Danny Collins
- Mark Ruffalo – Infinitely Polar Bear

### Beste Hauptdarstellerin – Komödie/Musical
präsentiert von Michael Keaton
Jennifer Lawrence – Joy – Alles außer gewöhnlich (Joy)
- Melissa McCarthy – Spy – Susan Cooper Undercover (Spy)
- Amy Schumer – Dating Queen (Trainwreck)
- Maggie Smith – The Lady in the Van
- Lily Tomlin – Grandma

### Bester Nebendarsteller
präsentiert von Patricia Arquette und J. K. Simmons
Sylvester Stallone – Creed – Rocky’s Legacy (Creed)
- Paul Dano – Love & Mercy
- Idris Elba – Beasts of No Nation
- Mark Rylance – Bridge of Spies – Der Unterhändler (Bridge of Spies)
- Michael Shannon – 99 Homes – Stadt ohne Gewissen (99 Homes)

### Beste Nebendarstellerin
präsentiert von Channing Tatum und Jonah Hill
Kate Winslet – Steve Jobs
- Jane Fonda – Ewige Jugend (Youth)
- Jennifer Jason Leigh – The Hateful Eight
- Helen Mirren – Trumbo
- Alicia Vikander – Ex Machina

### Bestes Drehbuch
präsentiert von Will Ferrell und Mark Wahlberg
Aaron Sorkin – Steve Jobs
- Emma Donoghue – Raum (Room)
- Tom McCarthy und Josh Singer – Spotlight
- Charles Randolph und Adam McKay – The Big Short
- Quentin Tarantino – The Hateful Eight

### Beste Filmmusik
präsentiert von Jamie Foxx und Lily James
Ennio Morricone – The Hateful Eight (entgegengenommen von Quentin Tarantino)
- Carter Burwell – Carol
- Alexandre Desplat – The Danish Girl
- Daniel Pemberton – Steve Jobs
- Ryūichi Sakamoto, Alva Noto – The Revenant – Der Rückkehrer (The Revenant)

### Bester Filmsong
präsentiert von Katy Perry
„Writing’s on the Wall“ aus James Bond 007: Spectre (Spectre) – Sam Smith, Jimmy Napes
„Love Me Like You Do“ aus Fifty Shades of Grey – Max Martin, Savan Kotecha, Ali Payami, Ilya Salmanzadeh
„One Kind of Love“ aus Love & Mercy – Brian Wilson, Scott Bennett
„See You Again“ aus Fast & Furious 7 (Furious 7) – Justin Franks, Andrew Cedar, Charlie Puth, Cameron Thomaz
„Simple Song #3“ aus Ewige Jugend (Youth) – David Lang

### Bester Animationsfilm
präsentiert von Kurt Russell und Kate Hudson
Alles steht Kopf (Inside Out) – Regie: Pete Docter
- Anomalisa – Regie: Charlie Kaufman und Duke Johnson
- Arlo & Spot (The Good Dinosaur) – Regie: Peter Sohn
- Die Peanuts – Der Film (The Peanuts Movie) – Regie: Steve Martino
- Shaun das Schaf – Der Film (Shaun the Sheep Movie) – Regie: Mark Burton und Richard Starzak

### Bester fremdsprachiger Film
präsentiert von Helen Mirren und Gerard Butler
Son of Saul (Saul fia) – Ungarn (Regie: László Nemes)
- Das brandneue Testament (Le tout nouveau Testament) – Belgien, Frankreich, Luxemburg (Regie: Jaco Van Dormael)
- El Club – Chile (Regie: Pablo Larraín)
- Die Kinder des Fechters (Miekkailija) – Finnland, Deutschland, Estland (Regie: Klaus Härö)
- Mustang – Frankreich (Regie: Deniz Gamze Ergüven)

## Preisträger und Nominierte im Bereich Fernsehen
| Fernsehfilm/Serie          | N | A |
| -------------------------- | - | - |
| Mr. Robot                  | 3 | 2 |
| Wölfe                      | 3 | 1 |
| American Crime             | 3 | 0 |
| Fargo                      | 3 | 0 |
| Outlander                  | 3 | 0 |
| Transparent                | 3 | 0 |
| Mozart in the Jungle       | 2 | 2 |
| American Horror Story      | 2 | 1 |
| Empire                     | 2 | 1 |
| Flesh and Bone             | 2 | 0 |
| Narcos                     | 2 | 0 |
| Orange Is the New Black    | 2 | 0 |
| Veep – Die Vizepräsidentin | 2 | 0 |

### Beste Serie – Drama
präsentiert von Olivia Wilde und John Krasinski
Mr. Robot
- Empire
- Game of Thrones
- Narcos
- Outlander

### Bester Serien-Hauptdarsteller – Drama
präsentiert von Eva Longoria und America Ferrera
Jon Hamm – Mad Men
- Rami Malek – Mr. Robot
- Wagner Moura – Narcos
- Bob Odenkirk – Better Call Saul
- Liev Schreiber – Ray Donovan

### Beste Serien-Hauptdarstellerin – Drama
präsentiert von Kate Bosworth und Sophia Bush
Taraji P. Henson – Empire
- Caitriona Balfe – Outlander
- Viola Davis – How to Get Away with Murder
- Eva Green – Penny Dreadful
- Robin Wright – House of Cards

### Beste Serie – Komödie/Musical
präsentiert von Taraji P. Henson und Terrence Howard
Mozart in the Jungle
- Casual
- Orange Is the New Black
- Silicon Valley
- Transparent
- Veep – Die Vizepräsidentin (Veep)

### Bester Serien-Hauptdarsteller – Komödie/Musical
präsentiert von Melissa Benoist und Grant Gustin
Gael García Bernal – Mozart in the Jungle
- Aziz Ansari – Master of None
- Rob Lowe – The Grinder – Immer im Recht (The Grinder)
- Patrick Stewart – Blunt Talk
- Jeffrey Tambor – Transparent

### Beste Serien-Hauptdarstellerin – Komödie/Musical
präsentiert von Andy Samberg
Rachel Bloom – Crazy Ex-Girlfriend
- Jamie Lee Curtis – Scream Queens
- Julia Louis-Dreyfus – Veep – Die Vizepräsidentin (Veep)
- Gina Rodriguez – Jane the Virgin
- Lily Tomlin – Grace and Frankie

### Beste Miniserie oder Fernsehfilm
präsentiert von Orlando Bloom und Bryce Dallas Howard
Wölfe (Wolf Hall)
- American Crime
- American Horror Story (American Horror Story: Hotel)
- Fargo
- Flesh and Bone

### Bester Hauptdarsteller – Miniserie oder Fernsehfilm
präsentiert von Amber Heard und Jaimie Alexander
Oscar Isaac – Show Me a Hero
- Idris Elba – Luther
- David Oyelowo – Nachtigall (Nightingale)
- Mark Rylance – Wölfe (Wolf Hall)
- Patrick Wilson – Fargo

### Beste Hauptdarstellerin – Miniserie oder Fernsehfilm
präsentiert von Kevin Hart und Ken Jeong
Lady Gaga – American Horror Story (American Horror Story: Hotel)
- Kirsten Dunst – Fargo
- Sarah Hay – Flesh and Bone
- Felicity Huffman – American Crime
- Queen Latifah – Bessie

### Bester Nebendarsteller – Serie, Miniserie oder Fernsehfilm
präsentiert von Tom Ford und Lady Gaga
Christian Slater – Mr. Robot
- Alan Cumming – Good Wife (The Good Wife)
- Damian Lewis – Wölfe (Wolf Hall)
- Ben Mendelsohn – Bloodline
- Tobias Menzies – Outlander

### Beste Nebendarstellerin – Serie, Miniserie oder Fernsehfilm
präsentiert von Jennifer Lopez und Dwayne Johnson
Maura Tierney – The Affair
- Uzo Aduba – Orange Is the New Black
- Joanne Froggatt – Downton Abbey
- Regina King – American Crime
- Judith Light – Transparent

## Cecil B. DeMille Award – Preis für ein Lebenswerk
präsentiert von Tom Hanks
Denzel Washington, US-amerikanischer Schauspieler

## Miss Golden Globe
präsentiert von Jamie Foxx
Corinne Foxx (Tochter von Jamie Foxx)